# Maksîmivșciîna, Bilopillea
Maksîmivșciîna (în ucraineană Максимівщина) este un sat în comuna Horobivka din raionul Bilopillea, regiunea Sumî, Ucraina.

## Demografie
Componența lingvistică a localității Maksîmivșciîna
     Ucraineană (98,67%)
     Belarusă (1,33%)
Conform recensământului din 2001, majoritatea populației localității Maksîmivșciîna era vorbitoare de ucraineană (98,67%), existând în minoritate și vorbitori de belarusă (1,33%).